# Franco Evangelisti
Pour les articles homonymes, voir Evangelisti.
Franco Evangelisti (né le 21 janvier 1926 à Rome et mort dans la même ville le 28 janvier 1980) est un compositeur italien, actif dans les avant-gardes musicales.
Il fait partie de l'École de Darmstadt, en raison de sa participation à l'Internationale Ferienkurse für Neue Musik.